# April 2008
Portal Geschichte | Portal Biografien | Aktuelle Ereignisse | Jahreskalender | Tagesartikel

◄ |
20. Jahrhundert |
21. Jahrhundert

◄ |
1970er |
1980er |
1990er |
2000er
| 2010er | 2020er | 2030er | ►

◄ |
2004 |
2005 |
2006 |
2007 |
2008
| 2009 | 2010 | 2011 | 2012 | ►

◄ |
Januar 2008 |
Februar 2008 |
März 2008 |
April 2008 |
Mai 2008 |
Juni 2008 |
Juli 2008 |
►
Dieser Artikel behandelt tagesbezogene Nachrichten und Ereignisse im April 2008.

## Tagesgeschehen

### Dienstag, 1. April 2008
- Berlin/Deutschland: Das Gesetz zur Klärung der Vaterschaft unabhängig vom Anfechtungsverfahren tritt in Kraft. Der genetische Nachweis für eine biologische Vaterschaft kann damit auch von einem daran interessierten Vater auf den Weg gebracht werden, bisher hatte dieses Recht nur die Mutter.[1]
- Gaborone/Botswana: Der botswanische Präsident Festus Mogae tritt zurück, sein Amtsnachfolger ist der bisherige Vize-Präsident Ian Khama.[2]
- Karlsruhe/Deutschland: Das Bundesverfassungsgericht erklärt einen Vorstoß zum verpflichtenden Umgang mit einem nichtehelichen Kind für nicht verfassungsgemäß.[3]
- Luxemburg/Luxemburg: Der Europäische Gerichtshof beendet die steuerliche Schlechterstellung von Beschäftigten mit eingetragener Partnerschaft als Familienstand.[4]

### Mittwoch, 2. April 2008
- Dublin/Irland: Der irische Premierminister Bertie Ahern kündigt seinen Rücktritt an.[5]
- London/Vereinigtes Königreich: Nach einer Umfrage des Rundfunkveranstalters BBC wird der Einfluss Deutschlands in 20 von 22 untersuchten Ländern als überwiegend positiv eingeschätzt.[6]
- Vereinigtes Königreich: Über Medien wird bekannt, dass britische Forscher erstmals menschliche Zellen in der Hülle einer Eizelle geklont haben, die von einer Kuh stammt. Hybrid-Embryos sind hierbei entstanden.[7]

### Donnerstag, 3. April 2008

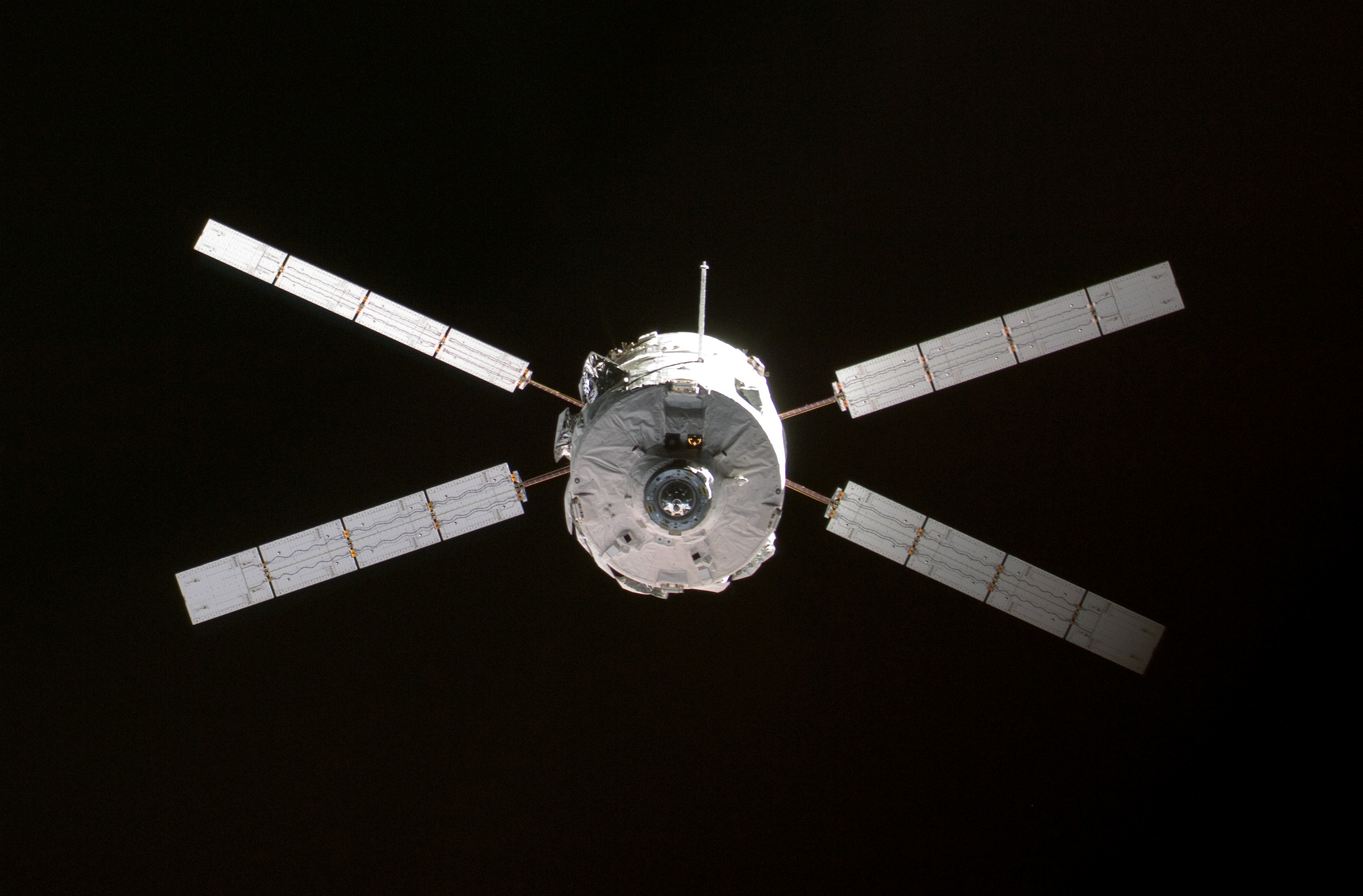
Automated Transfer Vehicle

- Bukarest/Rumänien: Auf dem 20. NATO-Gipfel wird der Beitritt von Albanien und Kroatien im Frühjahr 2009 beschlossen. Außerdem beschließen die Staats- und Regierungschefs der Mitgliedstaaten Beitrittsverhandlungen mit Bosnien-Herzegowina und Montenegro aufzunehmen.[8]
- Harare/Simbabwe: Die vorläufige Auszählung der vorwöchigen Präsidentschafts- und Parlamentswahl lässt einen deutlichen Sieg der Oppositionsparteien erwarten; der langjährige Präsident Robert Mugabe, dem die katastrophale Wirtschaftslage angelastet wird, müsste sich einer Stichwahl stellen, seine Partei verliert erstmals die Mehrheit im Parlament.[9]
- Orbit: Ein als Automated Transfer Vehicle bezeichneter Raumfrachter dockt erstmals an der ISS an.[10]
- Peking/China: Der Bürgerrechtler und Umweltaktivist Hu Jia wird wegen Olympiakritik (offiziell wegen Staatsschädigung) zu dreieinhalb Jahren Haft verurteilt[11]

### Freitag, 4. April 2008

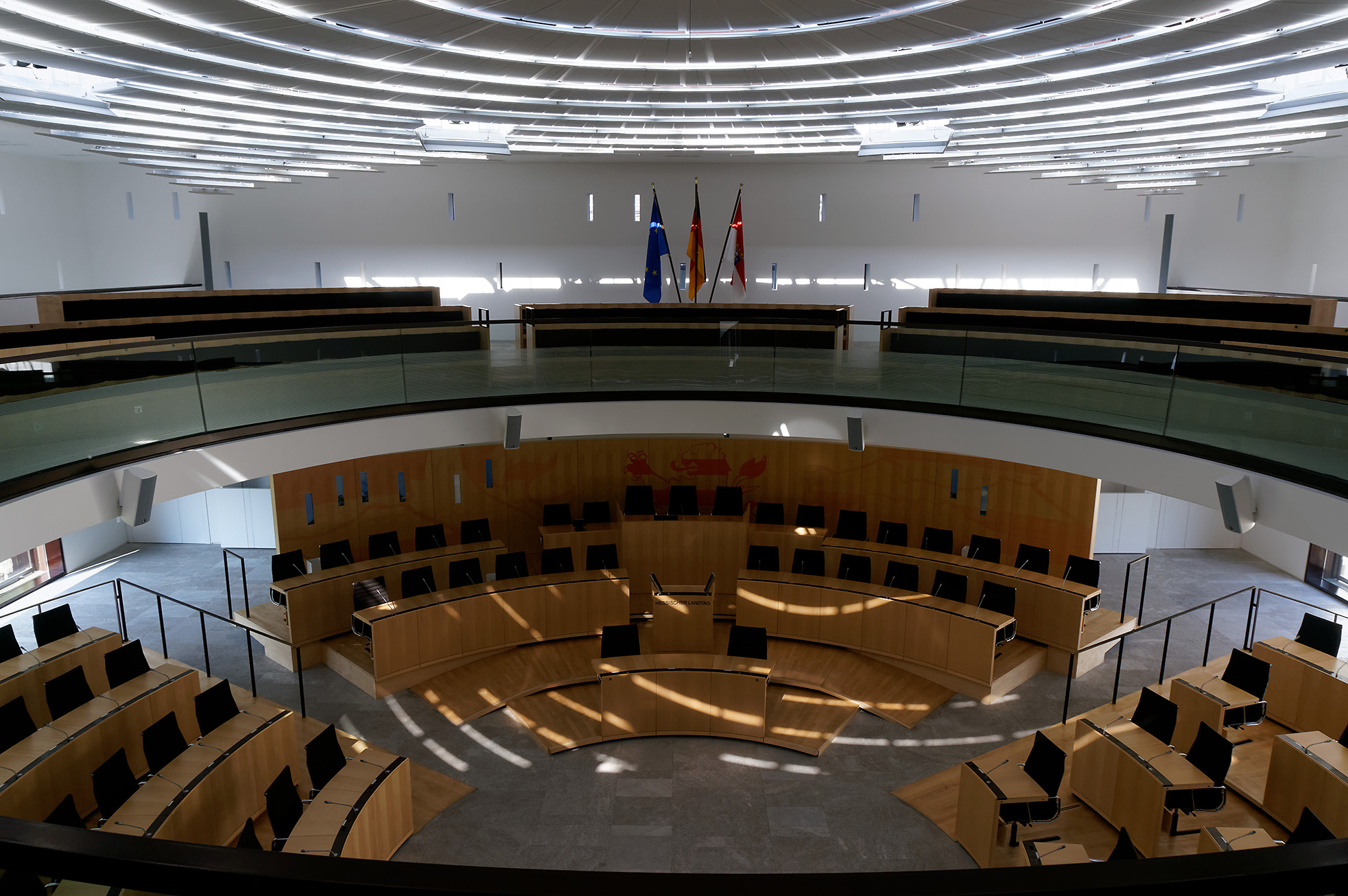
Neuer Plenarsaal des Hessischen Landtags

- Golf von Aden: Somalische Piraten kapern vor der Küste des Landes das französische Segelschiff Le Ponant und nehmen die 30 Mann starke Besatzung in Geiselhaft.[12]
- Wiesbaden/Deutschland: Das neben dem Stadtschloss Wiesbaden erbaute neue Plenargebäude des Hessischen Landtags wird feierlich eingeweiht.[13]

### Samstag, 5. April 2008
- Wiesbaden/Deutschland: Der Hessische Landtag tritt zu seiner ersten Sitzung nach der Landtagswahl vom 27. Januar zusammen. Die Parlamentarier können mangels Mehrheiten keinen Regierungschef wählen und die bisherige CDU-Alleinregierung unter Roland Koch bleibt geschäftsführend im Amt.

### Sonntag, 6. April 2008
- Basel/Schweiz: Der FC Basel gewinnt im St. Jakob-Park das Final um den Schweizer Cup im Fussball mit 4:1 gegen die AC Bellinzona.[14]
- Deutschland: Verschiedene Medien berichten, dass deutsche Polizeibeamte in Libyen Polizeikräfte ausbildeten.[15]
- Podgorica/Montenegro: Bei der Präsidentschaftswahl erreicht Amtsinhaber Filip Vujanović knapp die absolute Mehrheit.
- Weliweriya/Sri Lanka: Bei einem Bombenanschlag kurz vor dem Start eines Marathonlaufs werden Sri Lankas Verkehrsminister Jeyaraj Fernandopulle und mindestens zehn weitere Menschen getötet.[16]

### Montag, 7. April 2008

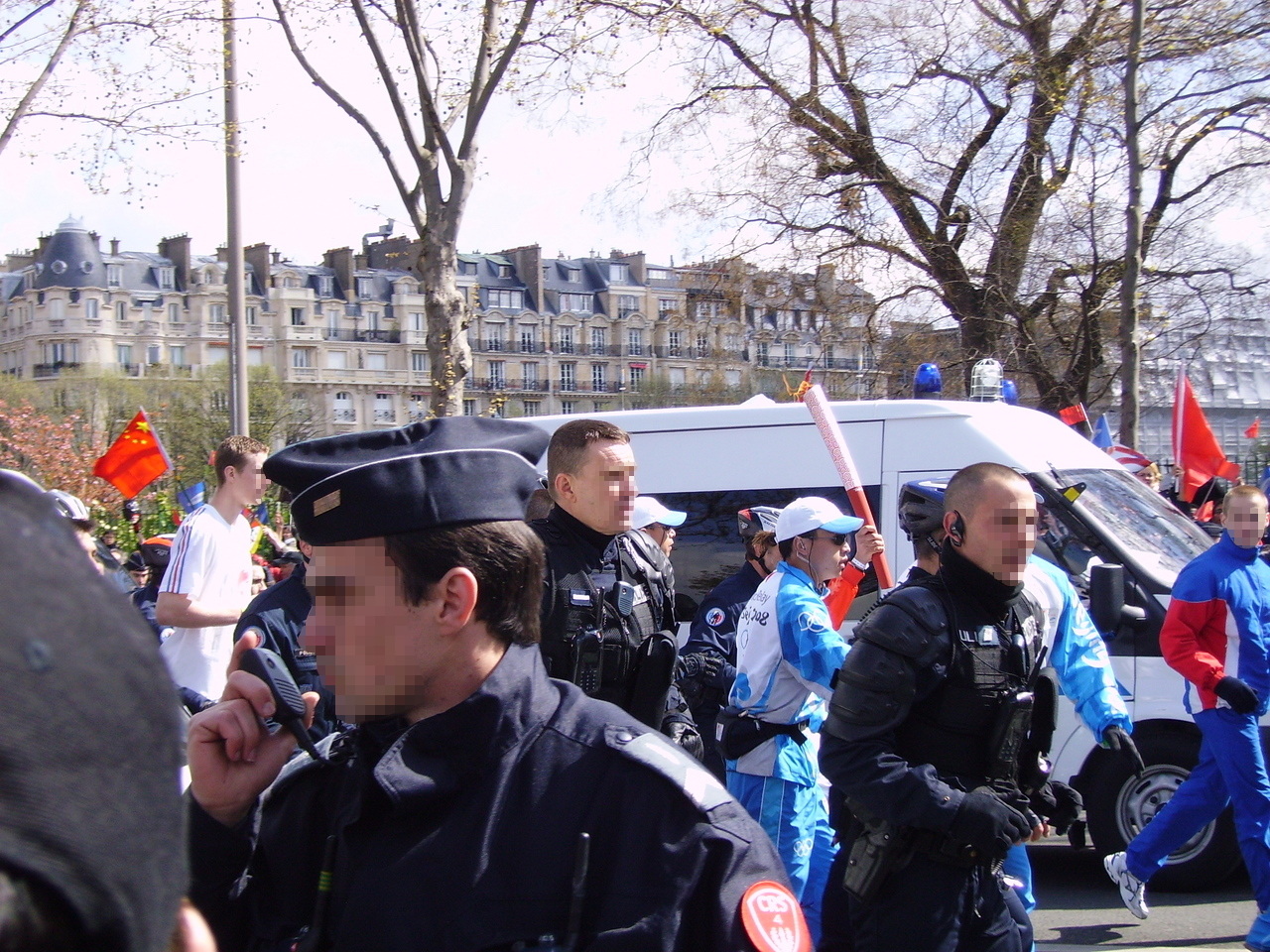
Der Fackellauf 2008 in Paris unter massiven Sicherheitsvorkehrungen

- Brüssel/Belgien: Im Luftraum der EU dürfen nun Airlines ihren Fluggästen die Benutzung eines Mobiltelefons während des Flugs erlauben, wenn die dafür notwendigen technischen Voraussetzungen geschaffen werden.[17]
- Paris/Frankreich: Der Fackellauf der Olympischen Flamme in Paris wird abgebrochen, nachdem die Flamme mehrmals aus „technischen Gründen“ gelöscht wurde. Die Flamme wurde danach per Bus zum Zielort gebracht. Unterdessen erklären alle 205 NOKs, an den Spielen teilnehmen zu wollen.[18]
- Wellington/Neuseeland: Die Volksrepublik China und Neuseeland unterzeichnen ein Freihandelsabkommen.[19]

### Dienstag, 8. April 2008

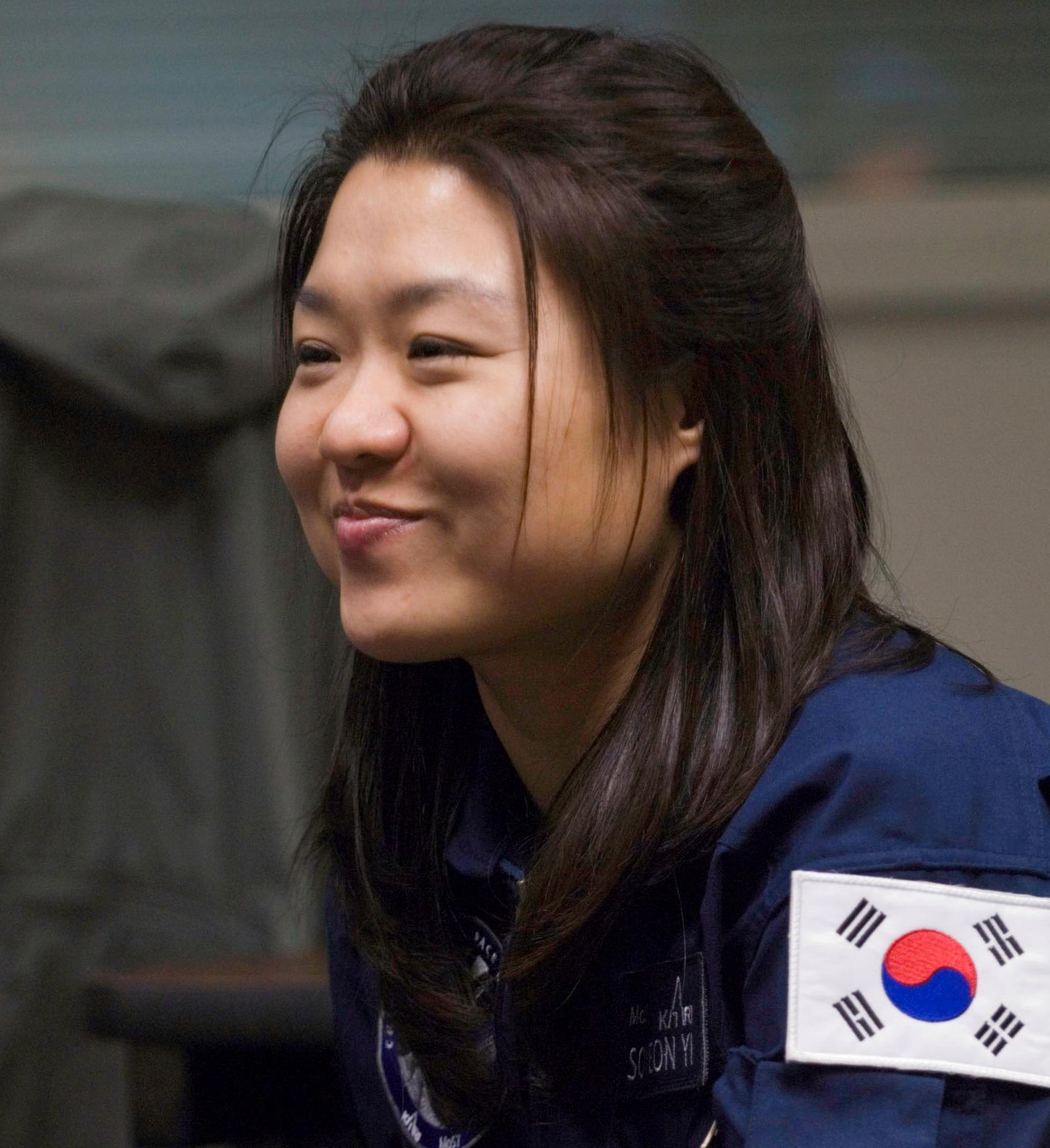
Yi So-yeon

- Baikonur/Kasachstan: Die russische Mission Sojus TMA-12 bringt mit Yi So-yeon die erste Person aus Korea ins Weltall.[20]
- Bochum/Deutschland: Die Mitarbeiter des Bochumer Werks vom Handyhersteller Nokia, das im Juli 2008 geschlossen wird, bekommen eine Abfindung in Höhe von insgesamt 200 Millionen Euro. Nokia hat dazu eine Vereinbarung mit den Arbeitnehmervertretern getroffen.[21]
- Wien/Österreich: Der Nationalrat ratifiziert den EU-Reformvertrag mit fast 90-prozentiger Zustimmung. Nur die Abgeordneten der Rechtsparteien FPÖ und BZÖ votieren dagegen.

### Mittwoch, 9. April 2008
- Berlin/Deutschland: Ab dem 1. Dezember 2008 sind Waren bis zu 150 Euro, die außerhalb der EU gekauft und nach Deutschland gesendet werden, zollfrei. Nach dem Bundesfinanzministerium besteht eine Anhebung von 22 Euro auf 150 Euro der Wertobergrenze. Ausgenommen davon sind Alkohol, alkoholische Getränke, Tabak, Tabakwaren und Parfüm.[22]
- Seoul/Südkorea: Die Wahl zur Nationalversammlung gewinnt die konservative Große Nationalpartei des neuen Präsidenten Lee Myung Bak.[23]
- Manchester/Vereinigtes Königreich: Die vom internationalen Schwimmverband FINA organisieren Kurzbahnweltmeisterschaften beginnen. Sie werden direkt im Stadtzentrum in der Manchester Evening News Arena, die normalerweise eine Konzerthalle ist, ausgetragen. An den Weltmeisterschaften nehmen 636 Athleten aus 117 Nationen teil. Sie dauerten bis zum 13. April.

### Donnerstag, 10. April 2008
- Bratislava/Slowakei: Das Parlament stimmt mit großer Mehrheit für den EU-Reformvertrag.
- Kathmandu/Nepal: Die Wahl zur Verfassunggebenden Versammlung endet mit einem Sieg der Kommunistischen Partei.
- Spanien: In einigen Mittelmeer-Provinzen werden strenge Maßnahmen zum Wassersparen verordnet. Regional hat es seit 18 Monaten nicht mehr geregnet, die Dürre betrifft außer dem Südosten auch Katalonien.

### Freitag, 11. April 2008
- Mainz/Deutschland: Das ZDF gibt bekannt, ab 2010 zu den Olympischen Winterspielen den Regelbetrieb von HDTV aufzunehmen.[24]

### Sonntag, 13. April 2008
- Rom/Italien: Die Parlamentswahlen finden statt.
- Der Internationale Tag für Darfur wird begangen.[25]

### Montag, 14. April 2008
- Bonn/Deutschland: Die Staatsanwaltschaft Bonn stellt das Betrugsverfahren um Jan Ullrichs Dopingvorwürfe gegen eine Zahlung „in sechsstelliger Höhe an gemeinnützige Institutionen und die Staatskasse“ ein; Anklage wird nicht erhoben. Oberstaatsanwalt Fred Apostel hält aber fest: „Ullrich hat gedopt.“[26]
- Deutschland, Marokko: Der Investitionsschutzvertrag zwischen beiden Staaten tritt in Kraft.[27]
- Rom/Italien: Am zweiten Tag der Parlamentswahlen steht Silvio Berlusconis Wahlbündnis Popolo della Libertà/Lega Nord/Movimento per l’Autonomia in beiden Parlamentskammern mit einem deutlichen Vorsprung von über 9 % auf das bisher regierende Bündnis Partito Democratico/Italia dei Valori als Wahlsieger fest und kann damit die nächste Regierung bilden.[28]

### Mittwoch, 16. April 2008
- Washington, D.C./Vereinigte Staaten: Die US-Regierung bestätigt den Tod von Abu Obeida al Masri, dem „Chef für externe Operationen“ der Terrororganisation Al-Qaida.[29]

### Freitag, 18. April 2008
- Harare/Simbabwe: Zum Jahrestag der Unabhängigkeit vor 28 Jahren kündigt der seit damals herrschende Staatspräsident Robert Mugabe eine Rede an die Nation an. Die Ergebnisse der Parlamentswahl vor 3 Wochen will er aber noch nicht bekanntgeben. Der vermutliche Wahlsieger Oppositionsführer Tsvangirai gibt bekannt, er sei zu Gesprächen für eine Regierung der nationalen Einheit eingeladen worden, die aber Hardliner der Regierung abgebrochen hätten.
- Wien/Österreich: Bei der Amadeus-Verleihung wird Kurt Hauenstein (Musikprojekt Supermax) für sein Lebenswerk ausgezeichnet.
- Yaren/Nauru: Der Präsident der Republik Nauru, Marcus Stephen, hat den nationalen Ausnahmezustand ausgerufen und infolgedessen das Parlament aufgelöst. Neuwahlen sind am 26. April geplant; erst im August 2007 hatten Wahlen stattgefunden, der damals amtierende Präsident Ludwig Scotty verlor aber die deutliche Mehrheit im Parlament und wurde in einer knappen Stichwahl von Stephen verdrängt. Seither befindet sich das Parlament in kontinuierlichen Pattsituationen.[30]
- Zur derzeitigen Diskussion über die Nachteile von Biosprit meldet die Umweltorganisation Greenpeace, dass die Produktion von Biodiesel die Erdatmosphäre um 20 % mehr belaste als die Herstellung aus Erdöl. Der Grund sei u. a., dass Urwälder abgeholzt werden und zusätzlicher Raps-Anbau zu vermehrtem Lachgas führe, das ein 170 Mal stärkeres Treibhausgas sei als CO2. Vielfach wird die Einstellung der Produktion gefordert, die auch zur Steigerung der Nahrungsmittelpreise und zu Hungersnöten beitrage, wie derzeit in Haiti. In Deutschland wird kritisiert, dass manche Automotoren die 10%ige Beimischung nicht vertrügen.[31]

### Samstag, 19. April 2008
- Berlin/Deutschland: Im Endspiel des DFB-Pokals im Olympiastadion Berlin gewinnt der FC Bayern München 2:1 nach Verlängerung gegen Borussia Dortmund.
- Israel: Mit Beginn des jüdischen Pessachfestes riegelt Israel die Verkehrsadern in die Palästinensischen Autonomiegebiete ab.[32]

### Sonntag, 20. April 2008
- Asunción/Paraguay: Zu den Parlaments- und Präsidentschaftswahlen sagen erste Prognosen einen historischen Machtwechsel in Paraguay voraus. Oppositionskandidat Fernando Lugo, ein früherer Bischof, gewinnt die Präsidentschaftswahl, womit die über 60 Jahre währende Vorherrschaft der Colorado-Partei zu Ende gehen dürfte.[33]
- Glarus/Schweiz: Andrea Bettiga wird im zweiten Wahlgang als Ersatz für Pankraz Freitag in den Landrat des Kantons Glarus gewählt. Damit behält die FDP ihre zwei Sitze in der fünfköpfigen Kantonsregierung. Im ersten Wahlgang lag Bettiga noch hinter dem SVP-Kandidaten Werner Hösli zurück.[34]
- Wien/Österreich: Der SK Rapid Wien wird mit einem 3:0-Heimsieg gegen den SCR Altach frühzeitig Österreichischer Fußballmeister.

### Montag, 21. April 2008
- Tiflis/Georgien: Nach Angaben der georgischen Luftwaffe schoss eine russische MiG-29 eine georgische unbemannte Aufklärungsdrohne ab, während diese über die abtrünnige georgische Region Abchasien flog.[35]

### Dienstag, 22. April 2008
- Harrisburg/Vereinigte Staaten: Bei den Vorwahlen zur Präsidentschaftswahl in den Vereinigten Staaten 2008 im Bundesstaat Pennsylvania der Demokratischen Partei siegt Hillary Clinton mit 10 % Vorsprung auf Barack Obama.[36]

### Mittwoch, 23. April 2008
- Berlin/Deutschland: Das Bündnis Globale Bildungskampagne organisiert den Weltrekordversuch „die größte Unterrichtsstunde der Welt“, an dem sich in Deutschland über 150 Schulen beteiligt haben.[37]

### Donnerstag, 24. April 2008
- Berlin/Deutschland: Der deutsche Bundestag beschließt den EU-Reformvertrag von Lissabon mit der erforderlichen Zwei-Drittel-Mehrheit. Dagegen stimmen nur Abgeordnete der Linken. Damit gehört Deutschland – wie Österreich vor 2 Wochen – zu den ersten Staaten, die den Weg für die „abgespeckte“ Verfassung der EU ebnen. Für die endgültige Ratifizierung muss noch der Bundesrat zustimmen und der Bundespräsident unterzeichnen.

### Freitag, 25. April 2008
- Berlin/Deutschland: Bei der 58. Verleihung des Deutschen Filmpreises im Palais am Funkturm wird Auf der anderen Seite von Regisseur und Drehbuchautor Fatih Akin als bester Film prämiert.[38]
- Moskau/Russland: Nach Angaben des Diplomaten Waleri Kenjaikin im russischen Außenministerium zieht Georgien seit Tagen Truppen an der Grenze der abtrünnigen Region Abchasien zusammen und sei zu einem Militärschlag innerhalb weniger Stunden in der Lage. Des Weiteren habe Russland nach Angaben des Diplomaten Kenjaikin Hinweise, dass Georgien seine Streitkräfte in erhöhte Gefechtsbereitschaft versetzt habe. Abchasien Präsident Sergei Bagapsch gibt bekannt, Russland um die Bildung eines Militärbündnisses gebeten zu haben.[39]
- Teheran/Iran: Die zweite Runde der Parlamentswahl findet statt.

### Samstag, 26. April 2008
- Casablanca/Marokko: Bei einem Großbrand in einer Fabrik in der marokkanischen Stadt Casablanca sterben mindestens 55 Menschen, zwölf werden verletzt.[40]
- Yaren/Nauru: Die Parlamentswahl findet statt.

### Sonntag, 27. April 2008
- Afghanistan: Der afghanische Präsident Hamid Karsai ist nur knapp einem Attentat bei der Gedenkfeier zum 16. Jahrestag des Rückzugs der sowjetischen Truppen entgangen. Nach Angaben des afghanischen Verteidigungsministeriums wurden bei dem Attentat der Taliban zwei Parlamentsabgeordnete verwundet.[41]
- Amstetten/Österreich: Ein 73-jähriger Mann wird wegen des Verdachts festgenommen, seine heute 42-jährige Tochter 24 Jahre im Keller gefangen gehalten und sexuell missbraucht zu haben. Dabei sollen 7 Kinder gezeugt worden sein, die zwischen 5 und 20 Jahre alt sind; eines verstarb und wurde verbrannt.[42]
- Berlin/Deutschland: Bei einem Volksentscheid zur Offenhaltung des Flughafens Berlin-Tempelhof entscheidet sich eine Mehrheit für einen Weiterbetrieb. Da jedoch die notwendige Wahlbeteiligung nicht erreicht wurde, gilt der Volksentscheid als gescheitert. Der Ausgang ist für den Senat jedoch nicht verbindlich.[43]
- Fulda/Deutschland: Ein ICE entgleist im Landrückentunnel, nachdem der Zug am Tunneleingang mit mehr als 200 km/h in eine Schafherde gerast ist. 19 Menschen werden dabei verletzt.[44]

### Montag, 28. April 2008
- Amstetten/Österreich: Josef Fritzl legt ein umfassendes Geständnis ab.[45]
- Hejiacun/China: Bei der Entgleisung eines zu schnell fahrenden Personenzugs und der anschließenden Kollision eines anderen Personenzugs mit dem Unfall-Zug kommen in der ostchinesischen Provinz Shandong 66 Menschen ums Leben und circa 400 weitere werden verletzt.[46]
- Rom/Italien: Bei den Stichwahlen der Kommunalwahlen in Italien muss das Mitte-links-Lager eine weitere Niederlage hinnehmen: Francesco Rutelli (PD) unterliegt Gianni Alemanno (PdL) mit 46,3 % gegen 53,7 % der Stimmen bei der Wahl des Bürgermeisters von Rom. Auch in den meisten anderen Städten gewinnt Berlusconis neues Rechtsbündnis. Lediglich Sondrio, Vicenza und Udine gehen an die Kandidaten des PD.[47]

### Dienstag, 29. April 2008
- Moskau/Russland: Die Regierung verlegt im Streit um die von Georgien abtrünnigen Regionen Abchasien und Südossetien zusätzlich eigene Truppen in die Konfliktregion. Damit reagiere Moskau auf die Verlegung georgischer Streitkräfte an die Grenzen Abchasiens, teilte das russische Verteidigungsministerium mit. Über ein Mandat der Gemeinschaft Unabhängiger Staaten (GUS) hat Russland in der Region seit 1994 Soldaten stationiert, die den Frieden im Konfliktgebiet gewährleisten sollen.[48]
- Tiflis/Georgien: Das Departement für Information und Presse des russischen Außenministeriums verlautbarte am Dienstag, Georgien transportiere Waffen, Schmiermittel, Lebensmittel und andere technische Ausrüstungen nach Oberabchasien und stationiere georgische Truppen in dieser Region. Laut dem georgischen Staatsminister für europäische Integration, Georgi Baramidse, plant sein Land keine militärische Konfrontation.[49]

### Mittwoch, 30. April 2008
- Rom/Italien: Die seit einigen Tagen im Internet einsehbaren Steuererklärungen aller Bürger werden auf Anweisung des italienischen Datenschutzbeauftragten Francesco Pizzetti abgeschaltet. Die Webseiten waren am Dienstag von Tausenden Neugieriger überflutet, die nachsehen wollten, wie viel ihre Nachbarn oder Prominente im Jahr 2005 verdient haben. Mit der Veröffentlichung wollte die scheidende Mitte-links-Regierung noch ein Zeichen setzen, doch wurde ihre Rechtmäßigkeit bezweifelt und löste zahllose Proteste aus. Massimo Romano, der Leiter der Finanzbehörde, strebte schon 1999 eine ähnliche Transparenz an und war auch damals gescheitert.[50]

## Weblinks

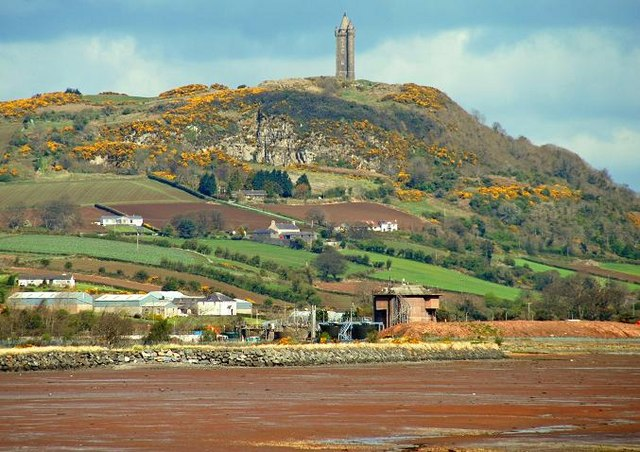
Nordirland im April 2008